# TN-75 핵탄두
TN-75 핵탄두는 프랑스가 제작한 열핵탄두이다. M45 미사일에 사용된다. 르두타불급 잠수함의 후기함인 S616 Inflexible함과 트리옹팡급 잠수함에서 사용한다.
프랑스 해군은 290발의 TN-75 핵탄두를 보유하고 있다. 이전의 TN-71 핵탄두 보다 더 소형화된 탄두이며, 더 단단해졌고, 스텔스 기술이 적용되었다.
1987년에 개발이 시작되었으며, 1991년에 개발을 위한 핵실험이 종료되었다.
그러나 1995년 6월, 자크 시라크 프랑스 대통령은 실전배치를 하기 전에, 최대 폭발력 입증 실험이 필요하다고 주장했다. 1995년 10월 1일 최대 폭발력인 110 kt 규모의 핵실험을 Fangataufa에서 수행했다.
이 핵탄두는 TNO 핵탄두로 대체될 것이다.

## 같이 보기
- 프랑스의 핵실험
- 프랑스 타격군